# 940年代
940年代（きゅうひゃくよんじゅうねんだい）は、西暦（ユリウス暦）940年から949年までの10年間を指す十年紀。

## できごと

### 940年
- 平将門の乱が終わる。

### 941年
- 藤原純友の乱が終わる。藤原忠平が関白就任。

### 946年
- 朱雀天皇が譲位し、第62代村上天皇が即位。
- ブワイフ朝がバグダードに入りアッバース朝カリフからアミール・アルウマラー（大アミール）の称号を得る。